# Allogaster niger
Allogaster niger là một loài bọ cánh cứng trong họ Cerambycidae.